# Silvanolomus denticollis
Silvanolomus denticollis es una especie de coleóptero de la familia Silvanidae.

## Distribución geográfica
Habita en Sri Lanka, Sumatra y Borneo.